# Урожайное (Павловский район)
Урожайное — упразднённое село в Павловском районе Алтайского края. На момент упразднения входило в состав Арбузовского сельсовета. Исключено из учётных данных в 1989 году.

## География
Располагалось в истоке реки Землянуха (приток реки Барнаулка), в 3,2 км к югу от села Жуковка.

## История
Основано в 1920-е годы как 5 отделение зерносовхоза «Павловский».
Решением Алтайского краевого исполнительного комитета от 01.06.1989 года № 199 село исключено из учётных данных.

## Инфраструктура
Основой экономики было сельское хозяйство (растениеводство).